# Nothoscordum modestum
Nothoscordum modestum är en amaryllisväxtart som beskrevs av Pierfelice Ravenna. Nothoscordum modestum ingår i släktet vaniljlökar, och familjen amaryllisväxter. Inga underarter finns listade i Catalogue of Life.